# Klappenstellantrieb

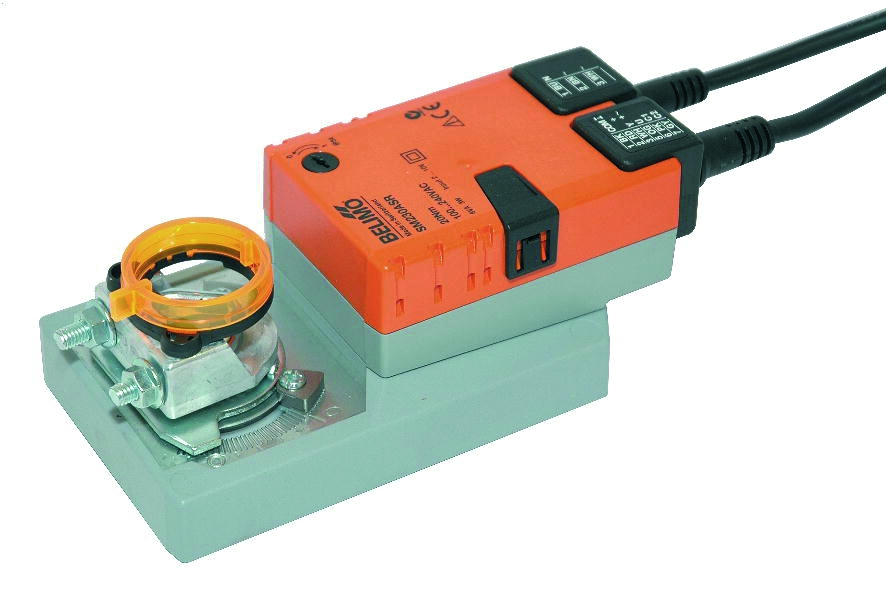
Klappenstellantrieb

Der Klappenstellantrieb wird in Lüftungsanlagen genutzt, um Lüftungsklappen anzusteuern. Anforderung und Energieversorgung erfolgten heute in der Regel elektrisch, pneumatisch gesteuerte Klappenantriebe spielen in der Gebäudelüftung nur noch eine Nischenrolle.
Klappenstellantriebe unterscheiden sich:
- In der Art der elektrischen Ansteuerung:
  - stetige Ansteuerung (Stellsignal 0 … 10 V oder ähnlich)
  - Zweipunkt-Ansteuerung (auf – zu)
  - Zweipunkt-Antriebe mit Federrücklauf
  - Dreipunkt-Ansteuerung (auf – halt – zu)
- In der Art der Klappenbetätigung:
  - Drehantrieb (meistens Bereich 90°)
  - Linearantrieb (in der Lüftungstechnik heute weniger gebräuchlich)

Für Sicherheitszwecke kann eine Bewegungsrichtung über einen Federantrieb ausgeführt werden, beispielsweise um bei einem Ausfall der Versorgungsspannung Klappen sicher zu schließen. Alternativ gibt es Klappenantriebe mit integriertem elektrischen Energiespeicher (Supercap), der ausreichend Energie gespeichert hat, um die Klappe sicher zu schließen.
Die Funktion ähnelt der von Ventilantrieben, durch geeignete Positionierung einer oder mehrerer Klappen wird der Volumenstrom beeinflusst.
Viele der heutigen Klappenantriebe bieten eine Rückmeldung der Endposition der Klappe über Schaltkontakte.
Klappenstellantriebe werden meistens in der Schutzart IP54 ausgeführt. Für extreme Umgebungsbedingungen (z. B. Tierställe) wurden die Antriebe in spezielle Schutzgehäuse montiert, heute werden diese Stellantriebe in der Regel gleich mit einem Gehäuse in höherer Schutzart geliefert.